# Вудвард, Эдвард
Эдвард Альберт Артур Вудвард (англ. Edward Albert Arthur Woodward, 1 июня 1930 — 16 ноября 2009) — британский актёр, офицер ордена Британской империи (1978).

## Биография

### Ранние годы
Родился в Кройдоне (тогда — город в графстве Суррей), в семье слесаря Эдварда Оливера Вудварда и его жены Вайолет Эдит Вудворд (урождённой Смит). В детстве трижды пережил немецкую бомбардировку. Учился в Кингстонской дневной коммерческой школе и средней школе Элмвуда в Хакбридже, затем поступил в Кингстонскую школу искусств.

### Театр
После Второй мировой войны он стал ассоциированным членом школы искусств. Числился в составе футбольных клубов «Лейтон Ориент» и «Брентфорд», трижды выступая за «шершней» в Футбольной лиге, но получил травму колена.
На театральной сцене дебютировал в театре Castle Theater в 1946 году. После окончания школы искусства, выступал в театральных труппах ставивших пьесы Уильяма Шекспира. Дебютировал на лондонской сцене в спектакле «Ромео и Джульетта и Гамлет» (1955). Работал в бродвейском театре в Нью-Йорке и в Австралии, появлялся в постановке «Погремушка простого человека» (1963) и комедии «Приподнятое настроение» (1965), получившей три премии «Тони», В 1970 году, после роли Сидни Картона в мюзикле «Два города», по протекции Лоренас Оливье, дебютировал в Королевском национальном театре (1971).
В 1983 году, сыграл роль доктора Уотсона в пьесе «Убийство, дорогой Ватсон».

### Музыка
Несколько раз выступал в программе мюзик-холла эдвардианской эпохи BBC «Старые добрые времена» .
Альбомы Вудварда занимали следующие места в британских чартах; This Man Alone (53-е место в 1970 году) и The Edward Woodward Album (20-е место в 1972 году), сингл The Way You Look Tonight (42-го места в 1971 году).

## Личная жизнь
Женат дважды. Первая жена — актриса Венецией Барретт (урождённая Венеция Мэри Коллетт) (1952 по 1986), от брака было два сына: Тим (род. 1953) и Питер (род. 1956), оба актёры, и дочь Сара (1963 г.р.), номинантка на премию Тони . Вторая жена — актриса Мишель Дотрис, бракосочетание состоялось в Нью-Йорке в январе 1987 года. Дочь: Эмили Бет Вудворд (род. 1983).
Во время турецкого вторжения на Кипр, находился на острове, был эвакуирован авианосцем Королевского флота.
На всеобщих выборах 1970 года, поддерживал Лейбористской партии, снялся в нескольких рекламных роликах, позже заявлял о поддержке СДП.
Во время съёмок третьего сезона «Уравнителя» (1987) перенёс первый сердечный приступ (второй случился в 1994 году). В 2003 году у него был диагностирован рак простаты.

## Награды и номинации
| Год  | Награда        | Фильм        | Категория                                       | Результат |
| ---- | -------------- | ------------ | ----------------------------------------------- | --------- |
| 1970 | BAFTA          | «Callan»     | Лучшая актёр                                    | Победа    |
| 1986 | Эмми           | «Уравнитель» | Лучшую мужскую роль в драматическом телесериале | Номинация |
| 1987 | Эмми           | «Уравнитель» | Лучшую мужскую роль в драматическом телесериале | Номинация |
| 1988 | Эмми           | «Уравнитель» | Лучшую мужскую роль в драматическом телесериале | Номинация |
| 1989 | Эмми           | «Уравнитель» | Лучшую мужскую роль в драматическом телесериале | Номинация |
| 1990 | Эмми           | «Уравнитель» | Лучшую мужскую роль в драматическом телесериале | Номинация |
| 1987 | Золотой Глобус | «Уравнитель» | Лучшая роль в телесериале (драма)               | Победа    |

## Фильмография
- Бекет —1964
- Молодой Уинстон — 1972
- Плетёный человек — 1973
- Объездчик Морант — 1980
- Чемпионы — 1983
- Царь Давид — 1985
- Типа крутые легавые — 2007